# Sardegna Bella
Die Sardegna Bella war ein 1967 als Stena Britannica in Dienst gestelltes Fährschiff, das zuletzt von der italienischen Reederei Moby Lines betrieben wurde. Im Laufe seiner 31 Jahre andauernden Dienstzeit fuhr das Schiff unter verschiedenen Namen und Eignern, ehe es seit einem Maschinenschaden 1998 auflag und 2001 zum Abbruch in die Türkei ging.

## Geschichte

### Stena Line
Die Stena Britannica wurde unter der Baunummer 55 in der Langesund mekaniske verksted in Langesund gebaut und am 25. November 1966 vom Stapel gelassen. Am 18. Dezember 1967 fand die Ablieferung an die Stena Line statt, die das Schiff zwei Tage später auf der Strecke von Göteborg nach Frederikshavn in Dienst stellte.

### Dienstzeit in Alaska
Bereits nach wenigen Monaten im Dienst wurde die Stena Britannica im April 1968 an den Bundesstaat Alaska verkauft und im Mai 1968 nach Vancouver überführt, wo sie ab Juni 1968 als Wickersham von  Alaska Marine Highway zwischen Prince Rupert, Ketchikan, Juneau und Haines im Einsatz war.

### Rederi Ab Sally

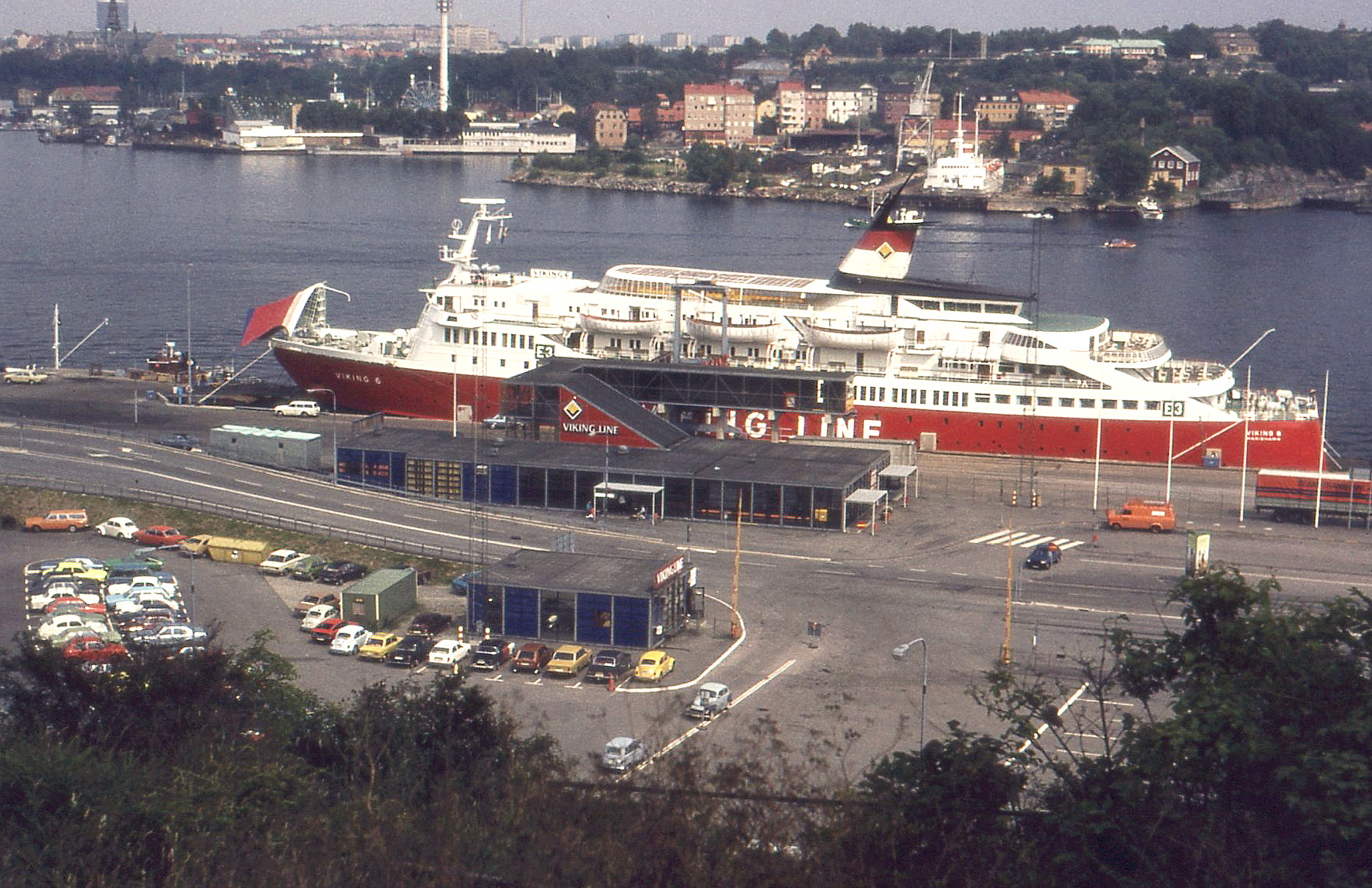
Die Viking 6 im Hafen von Stockholm, August 1978

Die Goelo mit der Bemalung der Britanny Ferries in Saint Malo

Im Juni 1974 kehrte das Schiff unter dem Namen Viking 6 nach Europa zurück und wurde ab Juli 1974 von der Rederi Ab Sally zwischen Stockholm und Helsinki eingesetzt. Noch im selben Jahr wurde die Viking 6 in Papenburg modernisiert und mit einer neuen Cafeteria ausgestattet. 1980 war das Schiff für wenige Fahrten zwischen Kapellskär, Mariehamn und Naantali im Einsatz, ehe sie im Mai 1980 wieder auf ihre alte Strecke von Stockholm nach Helsinki zurückkehrte.
Im Juni 1980 wurde die Viking 6 an Brittany Ferries verchartert und in Goelo umbenannt, um zwischen Saint-Malo und Portsmouth eingesetzt zu werden. Im Mai 1982 kehrte das Schiff nach Auslaufen der Charter als Viking 6 zur Stena Line zurück und wechselte auf die Strecke von Ramsgate nach Dünkirchen.

### Sol Lines
Nach weiteren Charterfahrten für North Sea Ferries und die Juelsminde-Kalundborg Linien ging die Viking 6 im Dezember 1982 in den Besitz der griechischen Sol Lines über, die sie in Sol Olympia umbenannten. Neues Einsatzgebiet des Schiffes wurde ab April 1983 die Strecke zwischen Haifa, Limassol, Rhodos, Piräus, Korfu, Dubrovnik und Venedig.
Im Februar 1985 wurde die Sol Olympia in Sun Express umbenannt und nach Chatham überführt, um ab April 1985 von ihrem ehemaligen Eigner Rederi Ab Sally zwischen Ramsgate und Dünkirchen eingesetzt zu werden. Im Juni 1985 erhielt sie wieder ihren alten Namen Viking 6. Am 25. April 1986 beendete das Schiff seine letzte Fahrt für Ab Sally und wurde anschließend in Dünkirchen aufgelegt. Im Juli 1986 sollte die Viking 6 erneut verchartert werden und wurde zu diesem Zweck nach Valencia gebracht. Der Chartervertrag kam jedoch nicht zustande, weshalb das Schiff weiter aufgelegt wurde.

### Moby Lines
Im November 1986 kaufte die italienische Moby Lines die Viking 6 und setzte sie ab Januar 1987 als Moby Dream zwischen La Spezia und Bastia ein. 1993 wechselte das Schiff zur Sardegna Line, einer Tochtergesellschaft der Moby Lines. Es wurde fortan als Sardegna Bella auf der Strecke von Livorno nach Olbia eingesetzt.
1998 musste die Sardegna Bella wegen eines Maschinenschadens nach 31 Dienstjahren ausgemustert werden. Sie lag die folgenden drei Jahre in Livorno auf, ehe sie im Juli 2001 zum Abwracken in die Türkei verkauft wurde. Am 24. September 2001 traf das Schiff in Aliağa ein, wo in den folgenden Monaten sein Abbruch erfolgte.